# Siedziba Europejskiego Banku Centralnego
Siedziba Europejskiego Banku Centralnego – wieżowiec będący siedzibą Europejskiego Banku Centralnego (EBC), znajdujący się w dzielnicy Ostend we Frankfurcie nad Menem, w Niemczech.
Budynek został wybudowany na terenie dawnej hali targowej Großmarkthalle. Ma wysokość 184 m do dachu i 203 m wysokości całkowitej. Został ukończony w roku 2014 i został oficjalnie otwarty 18 marca 2015.
Europejski Bank Centralny jest zobowiązany, na mocy traktatów Unii Europejskiej, mieć swoją siedzibę w granicach miasta Frankfurt, największego centrum finansowego w strefie euro. Wcześniej funkcjonował w Eurotower oraz, ze względu na zbyt małą liczbę pomieszczeń biurowych, również w trzech innych wysokościowcach (Eurotheum, Japan Center i Neue Mainzer Straße 32–36) w centrum Frankfurtu.